# Jay Huff
James Matthew Huff, detto Jay (Durham, 25 agosto 1997), è un cestista statunitense.

## Statistiche
| † | Denota una stagione in cui ha vinto il titolo |

### NCAA
| Anno       | Squadra            | PG  | PT | MP   | TC%  | 3P%  | TL%  | RP  | AP  | PRP | SP  | PP   |
| ---------- | ------------------ | --- | -- | ---- | ---- | ---- | ---- | --- | --- | --- | --- | ---- |
| 2017-2018  | Virginia Cavaliers | 12  | 0  | 8,8  | 68,0 | 28,6 | 62,5 | 1,9 | 0,3 | 0,1 | 1,2 | 3,4  |
| 2018-2019† | Virginia Cavaliers | 34  | 0  | 9,3  | 60,4 | 45,2 | 66,7 | 2,1 | 0,2 | 0,2 | 0,7 | 4,4  |
| 2019-2020  | Virginia Cavaliers | 30  | 18 | 24,9 | 57,1 | 35,8 | 54,0 | 6,2 | 0,8 | 0,4 | 2,0 | 8,5  |
| 2020-2021  | Virginia Cavaliers | 25  | 25 | 27,1 | 58,5 | 38,7 | 83,7 | 7,1 | 1,0 | 0,5 | 2,6 | 13,0 |
| Carriera   | Carriera           | 101 | 43 | 18,3 | 58,8 | 38,6 | 67,9 | 4,5 | 0,6 | 0,3 | 1,6 | 7,6  |

#### Massimi in carriera
- Massimo di punti: 21 vs Syracuse (25 gennaio 2021)[1]
- Massimo di rimbalzi: 12 (5 volte)
- Massimo di assist: 5 vs Clemson (16 gennaio 2021)
- Massimo di palle rubate: 3 (2 volte)
- Massimo di stoppate: 10 vs Duke (29 febbraio 2020)
- Massimo di minuti giocati: 41 vs Syracuse (11 gennaio 2020)

### NBA

#### Regular Season
| Anno      | Squadra           | PG | PT | MP   | TC%  | 3P%  | TL%  | RP  | AP  | PRP | SP  | PP  |
| --------- | ----------------- | -- | -- | ---- | ---- | ---- | ---- | --- | --- | --- | --- | --- |
| 2021-2022 | L.A. Lakers       | 4  | 0  | 5,0  | 0,0  | 0,0  | -    | 1,0 | 0,3 | 0,3 | 0,3 | 0,0 |
| 2022-2023 | Wash. Wizards     | 7  | 0  | 13,6 | 60,0 | 50,0 | 93,8 | 3,0 | 1,4 | 0,4 | 0,6 | 7,3 |
| 2023-2024 | Denver Nuggets    | 20 | 0  | 2,5  | 60,0 | 33,3 | 100  | 0,6 | 0,1 | 0,1 | 0,2 | 1,2 |
| 2024-2025 | Memphis Grizzlies | 64 | 2  | 11,7 | 51,5 | 40,5 | 78,6 | 2,0 | 0,6 | 0,3 | 0,9 | 6,9 |
| Carriera  | Carriera          | 95 | 2  | 9,6  | 52,0 | 40,4 | 82,4 | 1,7 | 0,5 | 0,2 | 0,7 | 5,4 |

#### Playoffs
| Anno     | Squadra           | PG | PT | MP  | TC%  | 3P% | TL% | RP  | AP  | PRP | SP  | PP  |
| -------- | ----------------- | -- | -- | --- | ---- | --- | --- | --- | --- | --- | --- | --- |
| 2025     | Memphis Grizzlies | 2  | 0  | 9,0 | 50,0 | 0,0 | 100 | 1,5 | 0,5 | 0,0 | 1,5 | 4,0 |
| Carriera | Carriera          | 2  | 0  | 9,0 | 50,0 | 0,0 | 100 | 1,5 | 0,5 | 0,0 | 1,5 | 4,0 |

#### Massimi in carriera
- Massimo di punti: 17 vs Milwaukee Bucks (4 aprile 2023)[2]
- Massimo di rimbalzi: 9 vs Milwaukee Bucks (4 aprile 2023)
- Massimo di assist: 3 vs Atlanta Hawks (5 aprile 2023)
- Massimo di palle rubate: 2 vs Milwaukee Bucks (4 aprile 2023)
- Massimo di stoppate: 3 vs Atlanta Hawks (5 aprile 2023)
- Massimo di minuti giocati: 30 vs Atlanta Hawks (5 aprile 2023)

### G League
| Anno      | Squadra          | PG  | PT  | MP   | TC%  | 3P%  | TL%  | RP   | AP  | PRP | SP  | PP   |
| --------- | ---------------- | --- | --- | ---- | ---- | ---- | ---- | ---- | --- | --- | --- | ---- |
| 2021-2022 | South Bay Lakers | 36  | 36  | 25,2 | 62,8 | 26,8 | 76,0 | 6,3  | 1,3 | 0,6 | 2,5 | 14,4 |
| 2022-2023 | South Bay Lakers | 37  | 37  | 27,7 | 62,2 | 38,0 | 73,6 | 7,9  | 1,9 | 0,6 | 3,5 | 15,3 |
| 2022-2023 | Capital C. Go-Go | 9   | 9   | 24,7 | 66,3 | 41,7 | 72,2 | 7,7  | 0,9 | 0,3 | 1,7 | 16,3 |
| 2023-2024 | G. Rapids Gold   | 18  | 18  | 28,9 | 57,3 | 39,0 | 85,7 | 8,0  | 2,0 | 0,6 | 3,6 | 19,1 |
| 2024-2025 | Memphis Hustle   | 1   | 1   | 33,5 | 38,9 | 25,0 | 60,0 | 10,0 | 4,0 | 2,0 | 4,0 | 21,0 |
| Carriera  | Carriera         | 101 | 101 | 26,9 | 61,5 | 35,2 | 76,8 | 7,3  | 1,6 | 0,6 | 3,0 | 15,8 |

## Palmarès

### Squadra
- Campione NCAA (2019)

### Individuale
- NBA G League Defensive Player of the Year Award (2023)